# Binaparba
Binaparba est une petite ville du Togo située dans la Préfecture de Bassar, dans la région de la Kara

## Géographie
Binaparba est situé à environ 47 km de Kara,

## Vie économique
- Coopérative paysanne

## Lieux publics
- École primaire